# Zeddiani
Zeddiani (sardinski: Tzeddiàni) je mjesto i općina (comune) u pokrajini Oristano u regiji Sardiniji, Italija. Nalazi se na nadmorskoj visini od 10 metara i ima 1 151 stanovnika.
Teritorij općine se prostire na 11,81 km². Gustoća naseljenosti je 97 st/km².
Susjedne općine su: Baratili San Pietro, Oristano, San Vero Milis, Siamaggiore i Tramatza.